# Chanverrie
Chanverrie est une commune nouvelle française située dans le département de la Vendée, en région des Pays-de-la-Loire.
La commune résulte de la fusion de Chambretaud et de La Verrie au 1er janvier 2019.

## Géographie
Le territoire municipal de Chanverrie s'étend sur 5 941 hectares. Les niveaux d'altitude de la commune nouvelle fluctuent entre 57 et 245 mètres.
La commune nouvelle regroupe les communes de La Verrie et de Chambretaud, qui deviennent des communes déléguées, le 1er janvier 2019. Son chef-lieu se situe à la Verrie.

### Localisation
La commune de Chanverrie est située dans le Grand Ouest français, au sud de la région Pays de la Loire et au nord-est du département de la Vendée. Elle est localisée dans le Haut Bocage vendéen régulièrement appelé Monts de Vendée, Gâtine de Vendée ou bien encore Suisse Vendéenne.
| Saint-Aubin-des-Ormeaux   | Mortagne-sur-Sèvre | Saint-Laurent-sur-Sèvre |
| Saint-Martin-des-Tilleuls | Chanverrie         | Saint-Malô-du-Bois      |
| La Gaubretière            | Les Herbiers       | Les Epesses             |

Elle se situe à 50 kilomètres au nord-est de La Roche-sur-Yon, à 20 kilomètres au sud de Cholet et à 8 kilomètres au nord des Herbiers.

### Voies de communication et transports
La localisation de Chanverrie par rapport à quelques grandes villes françaises sont données dans le tableau suivant (distance à vol d'oiseau) 4 :
| Ville    | Paris  | Nantes | Bordeaux | Angers | La Roche-sur-Yon |
| -------- | ------ | ------ | -------- | ------ | ---------------- |
| Distance | 327 km | 58 km  | 233 km   | 87 km  | 51 km            |

Plusieurs axes majeurs passent par la commune.
Par la route :
- l'autoroute A87 (d'Angers aux Sables-d'Olonne), où la sortie no 28 (La Verrie) est située sur le territoire communal et dessert notamment le Puy du Fou ;
- la RD 160, ancienne RN 160, relie Angers aux Sables-d'Olonne via Cholet, Les Herbiers et La Roche-sur-Yon ;
- la RD 27, portion de la rocade du Bocage, relie directement l'autoroute A87 (Angers - Les Sables) à l'autoroute A83 (Nantes-Bordeaux).

D'autres transports desservent la commune.
Par autocar, plusieurs liaisons quotidiennes desservent Chanverrie à Cholet ou La Roche-sur-Yon via Les Herbiers.
Par le train :
- liaisons TGV - TER quotidiennes depuis les gares de Cholet et de La Roche-sur-Yon ;
- liaisons en autocar depuis ces gares jusqu'à Chambretaud.

Un projet de remise en service de la ligne de chemin de fer entre Cholet et Les Herbiers est porté par les élus locaux de Vendée et de Maine-et-Loire pour une desserte directe via les TER de la commune de Chanverrie et du Puy-du-Fou.
Par l'avion :
- par aviation de ligne, aéroport international de Nantes-Atlantique à 55,1 km ;
- par avion privé aux aérodromes de Cholet à 19,1 km, Montaigu-Vendée à 25,6 km ou de La Roche-sur-Yon à 39,7 km.

### Géologie et relief
La superficie de la commune s'étend sur 5 941 hectares. Les niveaux d'altitude de la commune nouvelle fluctuent entre 57 et 245 mètres. Le point culminant est localisé proche de l'Ansommière, à 245 mètres d’altitude.
Chanverrie appartient au domaine sud du Massif armoricain.

Carte géologique du Massif armoricain.

### Hydrographie
Chanverrie se situe sur le bassin versant de la Sèvre Nantaise, rivière qui marque la limite nord du territoire communal.
D'autres cours d'eau, affluents de la Sèvre Nantaise, constituent les autres limites administratives de Chanverrie :
- à l'est, le Blanc ;
- à l'ouest, le Vrignon, la Caillette, le ruisseau de la Tour et le ruisseau des Amourettes ;
- au sud, la Crûme.

### Climat
Pour des articles plus généraux, voir Climat des Pays de la Loire et Climat de la Vendée.
En 2010, le climat de la commune est de type climat océanique altéré, selon une étude du CNRS s'appuyant sur une série de données couvrant la période 1971-2000. En 2020, Météo-France publie une typologie des climats de la France métropolitaine dans laquelle la commune est exposée à un climat océanique et est dans la région climatique Bretagne orientale et méridionale, Pays nantais, Vendée, caractérisée par une faible pluviométrie en été et une bonne insolation.
Pour la période 1971-2000, la température annuelle moyenne est de 11,6 °C, avec une amplitude thermique annuelle de 14,5 °C. Le cumul annuel moyen de précipitations est de 824 mm, avec 11,8 jours de précipitations en janvier et 6,8 jours en juillet. Pour la période 1991-2020, la température moyenne annuelle observée sur la station météorologique de Météo-France la plus proche, sur la commune de Cholet à 14 km à vol d'oiseau, est de 12,3 °C et le cumul annuel moyen de précipitations est de 772,5 mm,. Pour l'avenir, les paramètres climatiques de la commune estimés pour 2050 selon différents scénarios d'émission de gaz à effet de serre sont consultables sur un site dédié publié par Météo-France en novembre 2022.

## Urbanisme

### Typologie
Au 1er janvier 2024, Chanverrie est catégorisée bourg rural, selon la nouvelle grille communale de densité à sept niveaux définie par l'Insee en 2022.
Elle appartient à l'unité urbaine de Chanverrie, une unité urbaine monocommunale constituant une ville isolée,. Par ailleurs la commune fait partie de l'aire d'attraction des Herbiers, dont elle est une commune de la couronne,. Cette aire, qui regroupe 15 communes, est catégorisée dans les aires de 50 000 à moins de 200 000 habitants,.

## Toponymie
Le néotoponyme Chanverrie consiste en l'apocope du toponyme Chambretaud et l'aphérèse d’un autre, La Verrie.

## Histoire
Le projet de commune nouvelle naît de la volonté de fusion de deux communes du Haut Bocage vendéen : Chambretaud et La Verrie. La commune de Chanverrie est créée au 1er janvier 2019 par un arrêté préfectoral du 21 novembre 2018.

## Politique et administration

### Liste des maires
| Période          | Période  | Identité              | Étiquette | Qualité                                                    |
| ---------------- | -------- | --------------------- | --------- | ---------------------------------------------------------- |
| 10 janvier 2019, | En cours | Jean-François Fruchet | DVD       | Exploitant agricole Maire délégué de la Verrie (2019-2020) |

## Population et société

### Gentilé
Les habitants de Chanverrie n'ont pas encore d'appellation officielle.

### Démographie
| Nom               | Code Insee | Intercommunalité | Superficie (km2) | Population (dernière pop. légale) | Densité (hab./km2) |
| ----------------- | ---------- | ---------------- | ---------------- | --------------------------------- | ------------------ |
| La Verrie (siège) | 85302      | Pays-de-Mortagne | 43,19            | 3 987 (2016)                      | 92                 |
| Chambretaud       | 85048      | Pays-de-Mortagne | 16,22            | 1 558 (2016)                      | 96                 |